# Gary Steelheads
Gary Steelheads fue un equipo de baloncesto que jugó durante sus 8 años de existencia en la Continental Basketball Association, la IBL y la USBL. Tenía su sede en Gary, Indiana. Disputaba sus partidos en el Genesis Convention Center, con capacidad para 6.500 espectadores.

## Historia
El equipo se fundó en el año 2000, pasando a formar parte de la Continental Basketball Association. Pero la liga quebró antes del final de la temporada, y al año siguiente compitieron en la IBL, que en 2002 se unió a la IBA para refundar la CBA. Allí compitieron haste 2006, ano en el cual alcanzaron las finales de la competición.
En 2007 compitió en la USBL, y al año siguiente en la nueva IBL, hasta que mediada la temporada el equipo desapareció por causas económicas.

## Temporadas
| Temporada | Liga | Denominación    | G  | P  | %    | Pos. | Playoffs         |
| --------- | ---- | --------------- | -- | -- | ---- | ---- | ---------------- |
| 2000-01   | CBA  | Gary Steelheads | 9  | 15 | 37,5 | 5º   | No disputados    |
| 2001      | IBL  | Gary Steelheads | 7  | 23 | 23,3 | 5º   | -                |
| 2001-02   | CBA  | Gary Steelheads | 22 | 34 | 39,3 | 4º   | -                |
| 2002-03   | CBA  | Gary Steelheads | 25 | 23 | 52,1 | 3º   | -                |
| 2003-04   | CBA  | Gary Steelheads | 27 | 21 | 56,3 | 3º   | Semifinal CBA    |
| 2004-05   | CBA  | Gary Steelheads | 17 | 31 | 35,4 | 4º   | -                |
| 2005-06   | CBA  | Gary Steelheads | 29 | 19 | 60,4 | 2º   | Final CBA        |
| 2007      | USBL | Gary Steelheads | 16 | 11 | 59,3 | 3º   | 1ª ronda         |
| 2008      | IBL  | Gary Steelheads | 18 | 4  | 81,8 | 3º   | Fuera de la liga |

## Jugadores célebres
- Oliver Miller
- Lee Nailon
- Jamario Moon
- Khalid El-Amin
- Ed Gray